# Jøssund (Bjugn)
Jøssund est une localité du comté de Trøndelag, en Norvège. Le village est situé à environ 4 kilomètres à travers le fjord de Lysøysundet et à environ 18 kilomètres au nord-est de Nes. Le village de Jøssund abrite l’église de Jøssund. Le village était le centre administratif de l’ancienne municipalité de Jøssund de 1896 à 1964.